# Mount Ash
Mount Ash är ett berg i Antarktis. Det ligger i Östantarktis. Australien gör anspråk på området. Toppen på Mount Ash är 2 025 meter över havet, eller 197 meter över den omgivande terrängen. Bredden vid basen är 3,7 km.
Terrängen runt Mount Ash är kuperad åt sydost, men åt nordväst är den bergig. Trakten är obefolkad. Det finns inga samhällen i närheten. 